# جون فرانشي
جون فرانشي (بالإنجليزية: John Franchi) هو فنان قتال مختلط أمريكي، ولد في 16 يوليو 1982 في إليمرا هايتس في الولايات المتحدة.

## وصلات خارجية
- جون فرانشي على موقع شيردوغ (الإنجليزية)